# Heilig Kreuz (Vlotho)
Die Kirche Heilig Kreuz ist eine römisch-katholische Pfarrkirche in der ostwestfälischen Stadt Vlotho im Kreis Herford in Nordrhein-Westfalen. Die Pfarrgemeinde Heilig Kreuz gehört zum Pastoralen Raum WerreWeser des Dekanats Herford-Minden im Erzbistum Paderborn. Der Kirchturm von 1907 ist als Baudenkmal geschützt.

## Geschichte
Der ehemals älteste Teil der Kirche Heilig Kreuz wurde zwischen 1740 und 1741 im Rahlbruch, damals noch außerhalb der Stadtgrenzen von Vlotho, erbaut. Damit ist Heilig Kreuz die zweitälteste katholische Kirche im Kreis Herford. Am 8. September 1741 konnte der erste Gottesdienst stattfinden. 1869 wurde das Kirchengebäude durch den Anbau eines Chores erweitert. 1907 wurde ein Kirchturm angebaut. Um 1970 wurde das ursprüngliche Kirchengebäude abgerissen, nur der Kirchturm blieb erhalten. Zwischen 1971 und 1972 wurde ein neues, modernes Kirchengebäude nach dem Entwurf des Bielefelder Architekten JG Hanke errichtet, welches am 3. Dezember 1972 eingeweiht wurde. Als weiterer Neubau folgte ein Pfarrzentrum, welches sich direkt an das Kirchengebäude anschließt und 1983 fertiggestellt wurde.

## Ausstattung
Die Kirche besitzt ein spätgotisches Altarkreuz und eine Pietà, beide aus der Zeit um 1450. Ein Altarbild, welches die Kreuzabnahme Christi darstellt, ist seit 1743 im Besitz der Kirche. Der aus Eiche geschnitzte Taufstein der Kirche ist im Stil des Rokoko gestaltet und vermutlich älter als die Kirche. Zwei wertvolle Bücher der Kirche, das „Mindener Missale“ und das „Mindener Agende“, die beide aus dem frühen 16. Jahrhundert stammen, werden heute im Diözesanmuseum in Paderborn verwahrt.
Die Orgel der neuen Kirche wurde 1976 bei Steinmann gebaut. Dabei wurden Teile einer alten Orgel aus dem Jahre 1805 verwendet. Das Schleifladen-Instrument hat 15 Register auf zwei Manualwerken und Pedal. Die Trakturen sind mechanisch.
| I Hauptwerk C–g3 |       |
| Geigenprinzipal  | 8′    |
| Holzflöte        | 8′    |
| Gedackt          | 8′    |
| Prinzipal        | 4′    |
| Rohrflöte        | 4′    |
| Oktave           | 2′    |
| Mixtur III       | 1 ⁄3′ |

| II Oberwerk C–g3 |       |
| Rohrflöte        | 8′    |
| Koppelflöte      | 4′    |
| Sesquialtera II  | 2 ⁄3′ |
| Prinzipal        | 2′    |
| Rauschzimbel II  |       |

| Pedal C–f1 |     |
| Subbaß     | 16′ |
| Prinzipal  | 8′  |
| Trompete   | 8′  |

- Koppeln: II/I, I/P, II/P